# オム・ジウォン
オム・ジウォン（엄지원、1977年12月25日 - ）は、韓国の女優。本貫は寧越厳氏。
1977年、韓国慶尚北道大邱市(現･大邱広域市)に二人姉妹の妹として生れる。暁星 (ヒョソン) 女子高等学校 (효성여자고등학교) から慶北大学校地理学科に進学し卒業。2002年から2003年にかけてMBCで放送された朝の連続ドラマ『ファングム・マチャ (황금마차)』でヒロインを演じ、芸能界に本格デビューした。その後テレビドラマと映画に出演をかさね、2007年に映画『ノートに眠った願いごと (가을로)』で第15回「春史大賞映画祭」女性助演賞を受賞。翌2008年には一般からの投票による「マックス・ムービー最高の映画賞 (맥스무비 최고의 영화상)」で「最高の女性助演俳優賞」を獲得し、2010年には第18回「大韓民国文化芸能大賞」映画俳優部門優秀賞を受賞している。
水上スキーと読書が趣味。ヴァイオリンも弾く 。身長170cm、 体重48kg。所属事務所はチェウム (채움) エンタテインメント。

## 主な出演作品

### 映画
- REC 【レック】 - 찍히면 죽는다（2000年） - ソンウクの姉 役
- オーバー・ザ・レインボー - 오버 더 레인보우（2002年） - キム・ウンソン 役[5]
- トンケの蒼い空 - 똥개（2003年） - キム・ジョンエ 役
- スカーレットレター - 주홍글씨（2004年） - ハン・スヒョン 役
- 映画館の恋 - 극장전（2005年） - 主演：チェ・ヨンシル 役
- 美しき野獣 - 야수（2006年） - カン・ジュヒ 役 ※友情出演
- ノートに眠った願いごと - 가을로（2006年） - 主演：ユン・セジン 役
- スカウト - 스카우트（2007年） - 主演：キム・セヨン 役
- よく知りもしないくせに - 잘 알지도 못하면서（2008年） - 主演：コン・ヒョニ 役
- 影の殺人 - 그림자 살인（2009年） - 主演：キム・スンドク 役
- 僕と彼女の借金戦争! - 불량남녀（2010年） - 主演：キム・ムリョン 役
- フェスティバル - 페스티발（2010年） - 主演：チス 役
- 結界の男 - 박수건달（2012年） - 主演：ミョン菩薩 役
- ソウォン/願い - 소원（2013年） - 主演：ミヒ 役
- 京城学校 消えた少女たち（2015年） - 加藤早苗 役
- リバイバル 妻は二度殺される（2015年） - チョ・ヨンス 役
- 女は冷たい嘘をつく（2016年） - イ・ジソン 役
- MASTER/マスター（2016年） - シン・ジェンマ 役
- 感染家族　기묘한 가족（2019年） - ナムジュ役
- 呪呪呪/死者をあやつるもの 방법: 재차의（2021年） - 主演：イム・ジニ 役[6]

### テレビドラマ
- 黄金馬車 - 황금마차（2002年-2003年、MBC） - 主演：ファン・スンジョン 役 [5]
- 嵐の中へ - 폭풍속으로（2003年-2004年、SBS） - オ・ジョンヒ 役
- マジック - 매직（2004年、SBS） - 主演：オ・ヨンジン 役
- オンエアー（2008年、SBS） - オム・ジウォン 役
- スターの恋人（2008年-2009年、SBS） - オム・ジウォン 役
- 恋愛マニュアル〜まだ結婚したい女 - 아직도 결혼하고 싶은 여자（2010年、MBC） - 主演：チョン・ダジョン 役
- サイン - 싸인（2011年、SBS） - 主演：チョン・ウジン 役
- 愛もお金になりますか? - 사랑도 돈이 되나요 （2012年、MBN） - 主演：ユン・ダラン 役
- 限りない愛 - 무자식 상팔자（2012年-2013年、JTBC） - アン・ソヨン 役
- 3度結婚する女 - 세 번 결혼하는 여자（2013年-2014年、SBS） - オ・ヒョンス 役
- 操作～隠された真実～（2017年、SBS） - クォン・ソラ 役
- ハルハル〜私はあなた?あなたは私?〜（2019年、MBC） - イ・ボム 役
- 謗法～運命を変える方法～（2020年、tvN） - イム・ジニ 役[7]
- パンドラの世界（2020年、tvN） - オ・ヒョンジン 役[8]
- シスターズ（2022年、tvN） - ウォン・サンア 役[9]
- トクスリ5兄弟をお願い！（2025年、KBS）-マ・グァンスク役

## 受賞歴
- 2007年 第15回春史大賞映画祭 女性助演賞
- 2008年 第5回「マックス・ムービー最高の映画賞」最高の女性助演俳優賞
- 2010年 第18回大韓民国文化芸能大賞 映画俳優部門 優秀賞